# EMD SD38
SD38 — американский шестиосный тепловоз с мощностью по дизелю 2150 л.с. и выпускавшийся заводом Electro-Motive Diesel с мая 1967 по октябрь 1971 года.

## История
В 1966 году компания Electro-Motive Diesel представила линейку новых перспективных моделей тепловозов в разных вариантах мощностей и числа осей (4-х и 6-осные), на которых были применены новые двигатели модели 645 (созданы на базе дизеля 567). Это были капотные тепловозы максимально унифицированные по конструкции, вплоть до одинаковых кузовов и кабин. Из шестиосных тепловозов были представлены:
- SD38 — мощность 2150 л. с. или 1490 кВт (16-цилиндровый EMD-645)
- SD39 — мощность 2300 л. с. или 1720 кВт (12-цилиндровый EMD-645 с турбонаддувом)
- SD40 — мощность 3300 л. с. или 2240 кВт (16-цилиндровый EMD-645 с турбонаддувом)
  - SDP40 — пассажирская модификация SD-40, оборудован паровым котлом для поездного отопления
- SD45 — мощность 3800 л. с. или 2680 кВт (20-цилиндровый EMD-645 с турбонаддувом)

Тепловозы модели SD38 хотя и имели кузова схожие с прочими тепловозами линейки, но на них был применён дизель 645-E, который в отличие от 12-645-E3 не имел турбонаддува, из-за чего имел мощность 2150 л.с.. Также на нём применена электрическая передача постоянного тока (тяговый генератор модели D-32), а не переменно-постоянного. Тепловоз оборудован реостатным тормозом. С 1972 года начался выпуск улучшенной версии тепловоза — SD38-2.
Помимо этого, компания EMD выпускала четырёхосный тепловоз GP38, который по конструкции был унифицирован с SD38.

## Эксплуатация
52 тепловоза серии SD38 поступили на железные дороги США и Канады. Также 4 тепловоза были экспортированы в Ямайку, 7 — в Венесуэлу, а 34 модификации SD38M и выполненные на колею 1600 мм — в Бразилию.
| Данные о первоначальных дорогах приписки и номерах тепловозов SD38 | Данные о первоначальных дорогах приписки и номерах тепловозов SD38 | Данные о первоначальных дорогах приписки и номерах тепловозов SD38 | Данные о первоначальных дорогах приписки и номерах тепловозов SD38 |
| Дорога                                                             | Число                                                              | Нумерация                                                          | Примечания |
| ------------------------------------------------------------------ | ------------------------------------------------------------------ | ------------------------------------------------------------------ | --- |
| Bessemer and Lake Erie Railroad                                    | 3                                                                  | 861 — 863                                                          | |
| Detroit, Toledo and Ironton Railroad                               | 5                                                                  | 250 — 254                                                          | На Grand Trunk Western получили новые номера 6250 — 6254; 253 и 254 в 2003 и 2004 году соответственно переданы на Reading and Northern Railroad                                                                                |
| Elgin, Joliet and Eastern Railway                                  | 6                                                                  | 650 — 655                                                          | 650 и 654 исключены из инвентаря, остальные в 1992—1993 гг. переданы DMIR |
| Kaiser Bauxite                                                     | 4                                                                  | 5101 — 5104                                                        | |
| McCloud River Railroad                                             | 3                                                                  | 36-38                                                              | По данным на декабрь 2005, продолжают эксплуатироваться под новыми номерами 34880—34882 |
| Orinoco Mining Company                                             | 7                                                                  | 1021 — 1027                                                        | |
| Penn Central                                                       | 35                                                                 | 6925 — 6959                                                        | Позже с сохранением номеров перешли на Conrail. После распада Conrail, 21 локомотив переданы Norfolk Southern (многие перестроены, часть списана), 13 — CSX (ныне осталось 2), и 1 — Reading Blue Mountain & Northern Railway. |
| RFFSA                                                              | 45                                                                 | 3601-3645                                                          | Модель SD38M (колея 1600 мм). В настоящее время эксплуатируются 34 локомотива |

Также было выпущено 40 тепловозов модификации SDP38, которые все поступили в Южную Корею на Korean National Railways.